# Plurk
Plurk (chiń. 噗浪) – tajwański portal internetowy o charakterze platformy mikroblogowej, umożliwiający udostępnianie krótkich wiadomości tekstowych.
Serwis został założony w 2008 roku. W ciągu miesiąca strona odnotowuje ok. 10 mln wizyt (stan na 2020 rok).